# Norops ophiolepis
Norops ophiolepis är en ödleart som beskrevs av  Cope 1861. Norops ophiolepis ingår i släktet Norops och familjen Polychrotidae. Inga underarter finns listade i Catalogue of Life.